# ジオポテンシャル
ジオポテンシャル（Geopotential）とは、地球の重力ポテンシャルである（ただし地球自転による遠心力も勘案したもの）。ジオイド面決定とも直接的関係を持ち、測地学・測量の分野でも重要である。
またジオポテンシャルは、地球上のある場所の高度を示す指標であり、ジオイド面（平均海面）上で値を０とし、単位質量をジオイド面からその場所の高度まで引き上げるのに要する仕事量で表される。すなわち、位置エネルギーを質量で割った値に等しい。

## ジオポテンシャル高度
地球のジオイド面を基準として鉛直方向にz軸をとり、物体のする仕事を測る。ジオイド面からの高さhによってジオポテンシャルは定義され、
{\displaystyle \Phi =\int _{0}^{h}g(\phi ,z)dz}
ここで、{\displaystyle g(\phi ,z)}は重力加速度であり、φは緯度である。
つまりΦは単位質量あたりの重力場の中でのポテンシャルエネルギーである。これをジオイド面での標準重力加速度{\displaystyle g_{0}}で割った値：
{\displaystyle Z_{g}={\frac {\Phi }{g_{0}}}}
を、ジオポテンシャル高度（geopotential height）として定義する。
地球物理学者たちは、幾何学的な高さ（海抜）ではなく、このジオポテンシャル高度を用いる。多くの場面で計算に便利だからである。例えば、数値予報モデルの基礎となっているプリミティブ方程式においては、ジオポテンシャル高度を用いると遠心力や空気密度（測ることが困難）の取り扱いが簡単になる。

## ジオポテンシャルモデル
高精度のジオポテンシャルモデルがアメリカ国家地球空間情報局（NGR）により開発されており、Earth Gravitational Model 1996 および 2008 (EGM96、EGM2008) がある。これらは球面調和関数級数で表現されている。